# Armand Peugeot
Armand Peugeot (26 de março de 1849 — 2 de janeiro de 1915) foi um empresário e industrial francês.
Foi um dos pioneiros da indústria automobilística e fundador da fábrica de automóveis Peugeot.
Em 1999 foi incluído no Automotive Hall of Fame.